# Миланов, Димитр
Димитр Миланов Стоянов (18 октября 1928, София — 1 января 1995, София) — болгарский футболист, играл на позиции полузащитника, Заслуженный мастер спорта (1960). По завершении игровой карьеры — тренер. Известный по выступлениям за клуб ЦСКА София, в составе которого стал десятикратным чемпионом Болгарии и трёхкратным обладателем Кубка Болгарии. В составе сборной Болгарии стал бронзовым призёром Олимпийских игр 1956 года и одним из лучших бомбардиров олимпийского футбольного турнира. Заслуженный мастер спорта Болгарии (1960).

## Биография
Димитр Миланов родился в Софии и начал карьеру в 1946 году в местном клубе «Ботев», а через год перешёл в софийский клуб «Септември». В 1948 году Миланов стал игроком софийского ЦСКА, в составе которого десять раз становился чемпионом Болгарии и трижды обладателем Кубка Болгарии. Трижды Димитр Миланов становился лучшим бомбардиром чемпионата Болгарии. Чемпион Спартакиады дружественных армий 1958. Всего на его счету 208 матчей за ЦСКА, в которых забил 117 голов. В 1960 году закончил карьеру игрока.
С 1948 года Димитр Миланов играл в составе сборной Болгарии. 7 ноября 1948 года в матче Балканского кубка с Венгрией Миланов ударом ножницами забил единственный и дебютный в составе сборной гол. В 1952 году Миланов в составе сборной участвовал в Олимпийских играх 1952 года в Хельсинки, на которых болгарский сборная выбыла после первого матча со сборной СССР. В отборе на Олимпиаду 1956 года Димитр Миланов стал первым болгарским футболистом, который забил гол на стадионе «Уэмбли». Причём он отличился дублем, матч против Великобритании закончился ничьей 3:3. В 1956 году Миланов играл в составе сборной на Олимпийских играх 1956 года в Мельбурне, где его команда завоевала бронзовые медали, а Димитр Миланов с четырьмя забитыми мячами стал одним из лучших бомбардиров турнира. В составе сборной играл до 1960 года, сыграл в её составе 39 матчей, в которых отметился 19 забитыми мячами.
В 1965—1966 годах Димитар Миланов был главным тренером клуба «Марек», а в 1971—1972 годах возглавлял тренерский штаб клуба «Хебыр».
Умер Димитр Миланов в 1995 году в Софии.